# Плезант Хил (Калифорнија)
Плезант Хил (енгл. Pleasant Hill) град је у америчкој савезној држави Калифорнија. По попису становништва из 2010. у њему је живело 33.152 становника.

## Демографија
Према попису становништва из 2010. у граду је живело 33.152 становника, што је 315 (1,0%) становника више него 2000. године.
| Група             | 2000.          | 2010.          |
| Белци             | 25.139 (76,6%) | 22.498 (67,9%) |
| Афроамериканци    | 504 (1,5%)     | 686 (2,1%)     |
| Азијати           | 3.096 (9,4%)   | 4.516 (13,6%)  |
| Хиспаноамериканци | 2.767 (8,4%)   | 4.009 (12,1%)  |
| Укупно            | 32.837         | 33.152         |